# Hemihyalea carteronae
Hemihyalea carteronae là một loài bướm đêm thuộc phân họ Arctiinae, họ Erebidae.